# アルトキルシュ
アルトキルシュ （フランス語:Altkirch）は、フランス、グラン・テスト地域圏、オー＝ラン県のコミューン。

## 由来
altとは『高い』を意味するラテン語のaltus、キルシュとはドイツ語で教会を意味するdie Kircheに由来する。

## 地理
歴史的な地域区分であるスンドゴー地方（fr、アルザス南部からテリトワール・ド・ベルフォール南東部までを含む一帯の総称）の首都とみなされている。
アルザス南部のアルトキルシュは、スイス、ドイツ、ブルゴーニュに近い。自治体はイル川で二分されている。アルザス・ジュラ山地ふもとの丘伝いにある肥沃な土地、そして森林に囲まれている。
ミュルーズへは約20km、タンやセルネーへは約25kmの距離である。ベルフォール＝ミュルーズ区間を走る鉄道路線が、アルトキルシュにあるイル川谷へ到達する。

## 歴史
アルトキルシュは11世紀につくられた。1324年、婚姻によって町はハプスブルク家領となった。1648年のヴェストファーレン条約によってフランス領となり、1871年から1919年まではドイツ帝国領となったがその後フランスに復帰した。1659年、ルイ14世は贈り物としてアルトキルシュをマザランへ与えている。マザランが得たアルトキルシュ男爵の称号は、現在子孫であるモナコ大公アルベール2世が保有している。
ハプスブルク家の守護聖人とみなされていた聖モランドゥス（de、フランス語名聖モラン）の埋葬地であるアルトキルシュは、巡礼の地でもある。

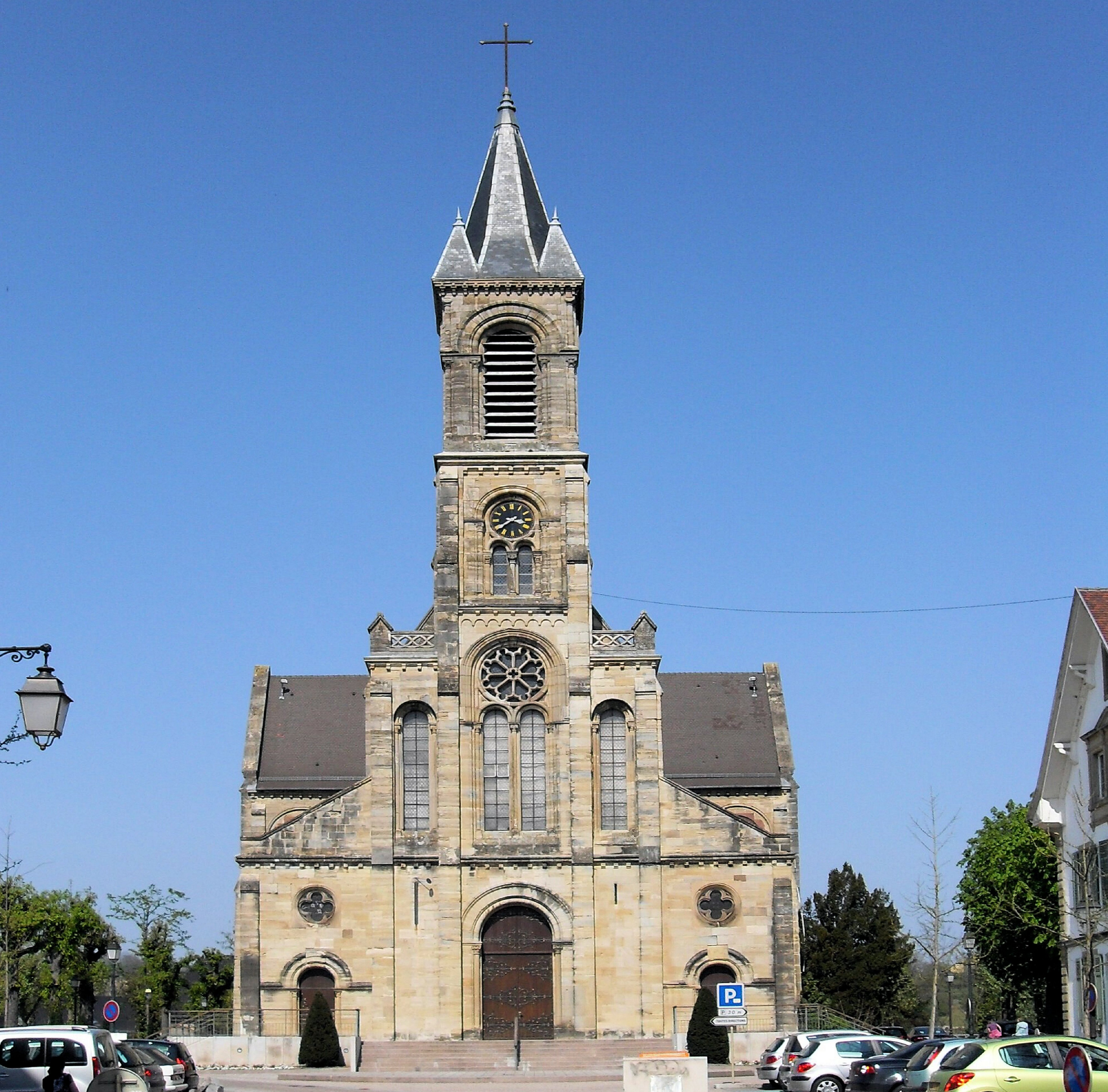
聖モランを祀るサン＝モラン教会
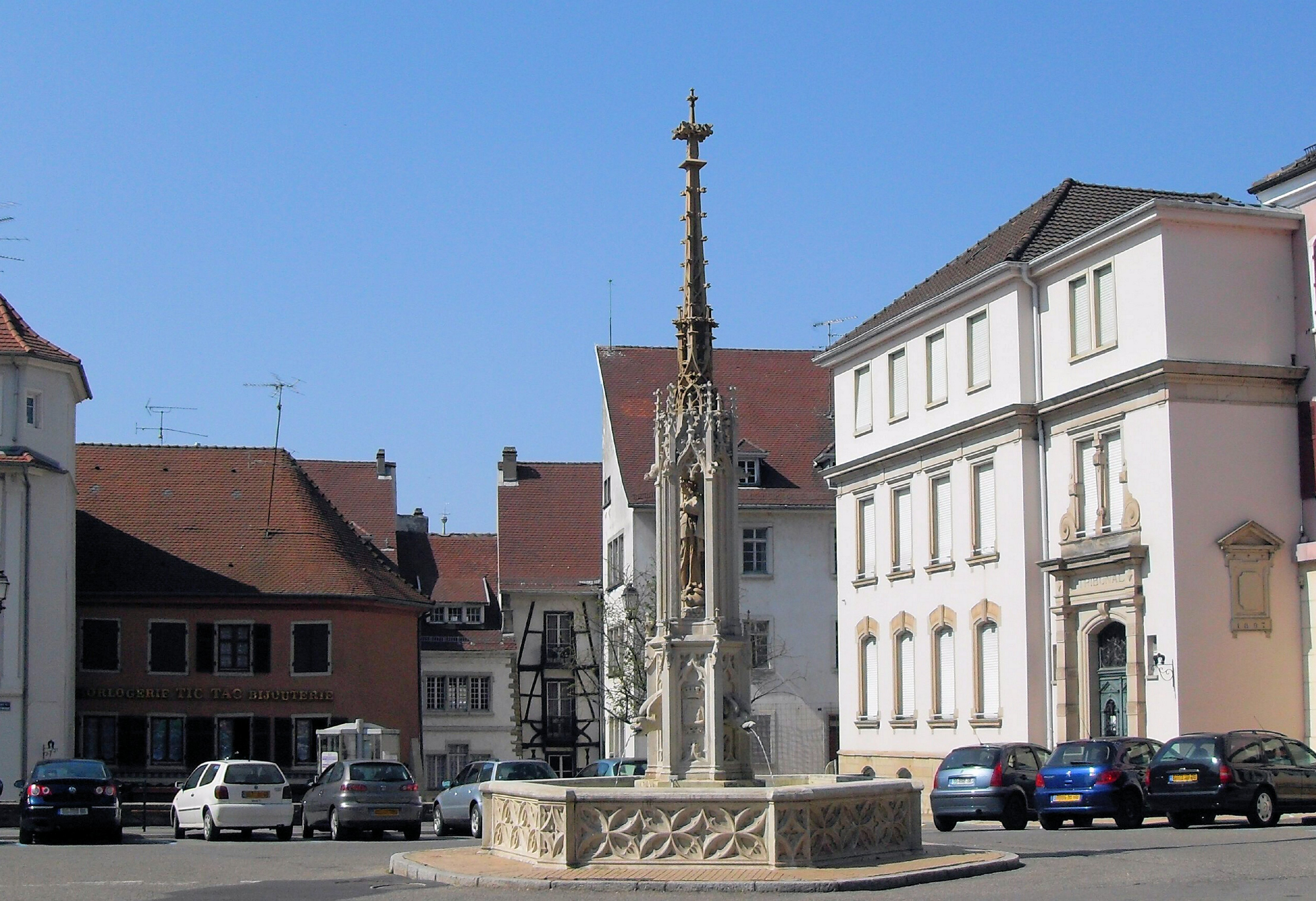
レピュブリック広場と処女の泉
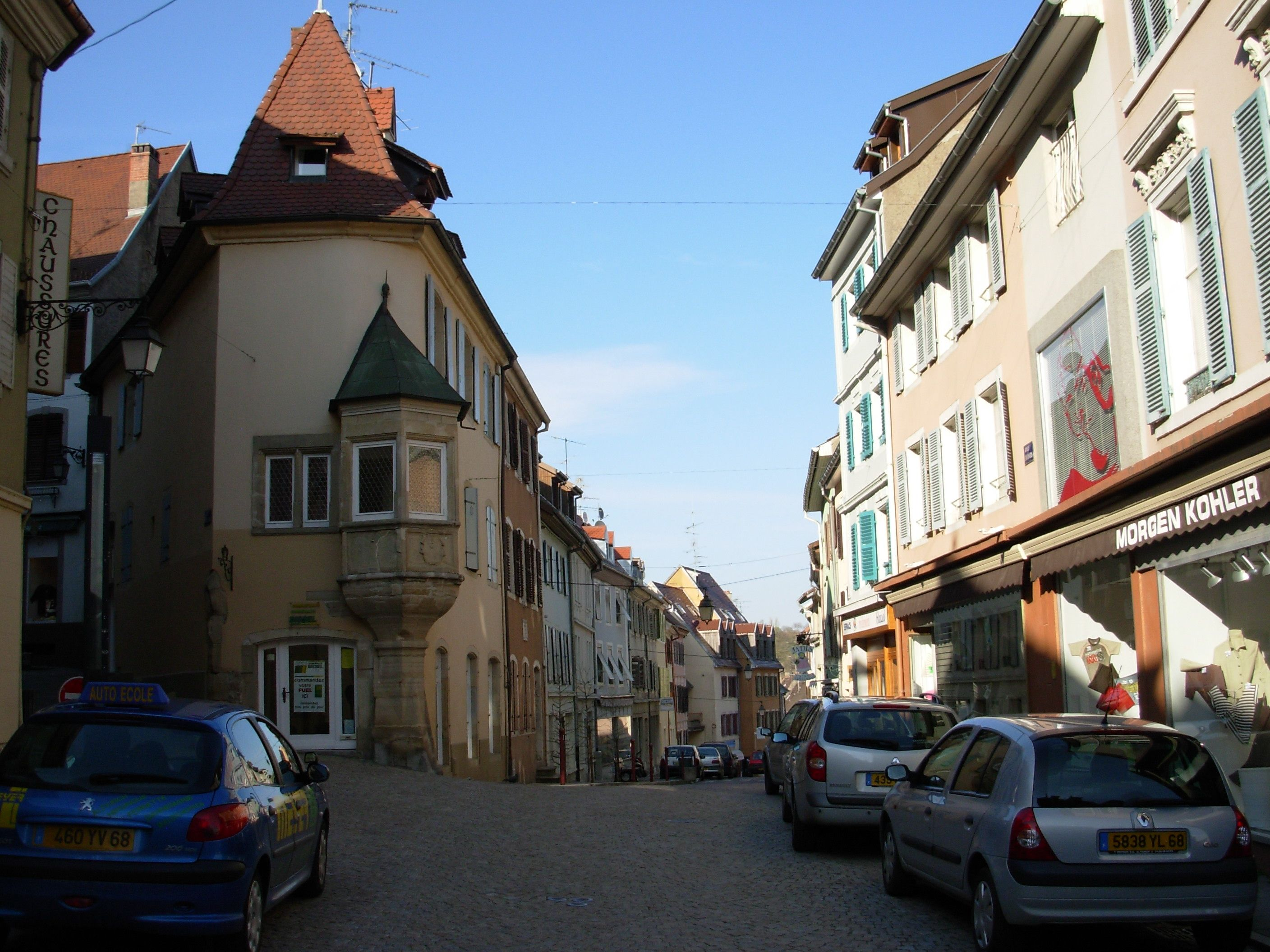
町並み

## 経済
スイスのセメント会社、ホルシムの工場がある。

## 出身者
- グザヴィエ・オメール・ド・エル（fr） - 西アジア・ロシア南部を旅行した地理学者
- ルシアン・エール
- ルートヴィヒ・ベルクシュトレッサー
- イヴァン・ミュラー

## 姉妹都市
- ル・トル、フランス
- サン・ダニエーレ・デル・フリウーリ、イタリア
- オゾワール＝ラ＝フェリエール、フランス